# Zhansay Smagulov
Zhansay Smagulov (26 settembre 1992) è un judoka kazako.
Nel 2016 ha partecipato ai Giochi della XXXI Olimpiade nella categoria 73kg vincendo al primo turno contro l'atleta del Gambia Faye Njie e venendo eliminato al secondo turno per shido dall'azero Rüstəm Orucov.

## Palmarès
- Campionati asiatici

Hong Kong 2017: bronzo nei -73kg.

### Vittorie nel circuito IJF
| Data            | Località | Paese      | Categoria  |
| --------------- | -------- | ---------- | ---------- |
| 13 giugno 2015  | Budapest | Ungheria   | Gran Prix  |
| 7 ottobre 2017  | Tashkent | Uzbekistan | Gran Prix  |
| 20 gennaio 2018 | Tunisi   | Tunisia    | Grand Prix |